# 布朗尼·詹姆斯
小勒布朗·雷蒙·「布朗尼」·詹姆斯（英語：LeBron Raymone "Bronny" James Jr.，2004年10月6日—）為美國男子籃球員。布朗尼為勒布朗·詹姆斯的長子，他在南加州大學打了一年大學籃球，在2024年NBA选秀中被洛杉矶湖人以第2轮总第55顺位选中，实现了父子同队。

## 早年
布朗尼于2004年10月6日出生于俄亥俄州阿克伦，他的父亲勒布朗·詹姆斯正值进入NBA的第二个赛季，母亲为勒布朗在高中时认识的女友萨凡纳·布林森（Savannah Brinson），勒布朗和萨凡纳后于2013年正式结婚。勒布朗的次子布莱斯于3年后的2007年出生。
布朗尼幼年时，父亲勒布朗允许他自行选择项目，诸如足球、棒球和篮球，但出于安全因素考虑，不准其玩美式橄榄球和冰球。布朗尼在10岁时就已经开始专注于篮球项目。
布朗尼先是在俄亥俄阿克伦当地的中学打球。在勒布朗·詹姆斯于2018年加盟洛杉矶湖人时，他的两个儿子布朗尼和布莱斯也于同年转学到洛杉矶地区，入学圣莫尼卡十字街学校。2019年，年方14岁的布朗尼入驻Instagram，在24小时内就获得了100万关注。

## 高中生涯
詹姆斯的家庭认为洛杉矶地区的塞拉峽谷學校更适合儿子们的发展，于是布朗尼和布莱斯于2019年转学至该校，同年入学的还有德维恩·韦德的长子扎伊尔·韦德。球队还引进了高排名球员小布兰登·波士顿和扎伊尔·威廉姆斯。
布朗尼在加入学校的首个赛季（高一）就开始出场比赛。2021年2月。高二赛季的他在训练中膝盖半月板撕裂，接受了手术。到了2022-23年的高四赛季，布朗尼开始由角色球员成长为球队核心之一，但球队最终在加州校际联盟南赛区公开赛区（CIFSS Open Division）季后赛中三战全败，从小组赛中出局。
布朗尼在高四时还参加了麥當勞高中全明星賽和耐克篮球峰会，贡献了出色的发挥。在麥當勞全明星賽上，他三分球8投5中。在耐克篮球峰会上，尽管他开场投出两计三不沾，但在末节拿下了关键的7分，帮助球队反败为胜。
| 姓名 | 家鄉                                                            | 高中            | 身高                 | 體重        | 承諾日       |
| --- | --------------------------------------------------------------- | --------------- | -------------------- | ----------- | ------------ |
| 布朗尼·詹姆斯 控球后卫 / 得分后卫 | 洛杉矶                                                          | 塞拉峽谷 (加州) | 6英尺3英寸（1.91米） | 180磅（82） | 2023年5月6日 |
| 布朗尼·詹姆斯 控球后卫 / 得分后卫 | 招募星级： Scout： N/A Rivals： 247Sports： ESPN： ESPN評分：89 |                 |                      |             |              |
| 總體新秀排名： Rivals：27 247Sports：28 ESPN：20 |                                                                 |                 |                      |             |              |
| - 附註：許多時候，Scout、Rivals、247Sports以及ESPN在身高體重的數據可能會不同 . - 在這種情況下選擇平均值，而ESPN grades滿分為100分。 來源： - . Rivals.com. [May 9, 2023]. - . ESPN.com. [May 9, 2023]. - . Rivals.com. [May 9, 2023]. |                                                                 |                 |                      |             |              |

2023年5月6日，布朗尼·詹姆斯宣布承諾就讀南加州大学。

## 大學生涯
2023年7月，布朗尼在南加州大学的篮球训练中突然倒地，心脏一度骤停，经抢救后恢复心跳。后续评估显示其心脏骤停的原因可能是先天性心脏病。
2023年12月，布朗尼首次代表南加州大学出战，勒布朗·詹姆斯和湖人队总经理罗伯·佩林卡出席了其首秀比赛。布朗尼在其大一赛季中共出战25场，其中6场首发。布朗尼场均得到4.8分、2.8个篮板、2.1助攻，赛季最高分为对阵俄勒冈州立大学时的15分。
2024年3月，布朗尼宣布将参加NBA选秀。

## 职业生涯

### 洛杉矶湖人（2024－至今）
在2024年NBA选秀中，布朗尼被洛杉矶湖人以第2轮总第55顺位选中。湖人队总经理罗伯·佩林卡在解释选秀决定时表示布朗尼“品格高尚”且“工作极其努力”。2024年7月3日，布朗尼正式签约湖人队，身披9号球衣，是NBA中首次父子同队打球的情况。
布朗尼在2024年NBA夏季联赛中代表球队首秀出战，但投篮失准，表现低迷，三场比赛12次出手三分无一命中。

## 生涯数据

### 大学
| 賽季    | 球隊   | GP | GS | MPG  | FG%  | 3P%  | FT%  | RPG | APG | SPG | BPG | PPG |
| ------- | ------ | -- | -- | ---- | ---- | ---- | ---- | --- | --- | --- | --- | --- |
| 2023–24 | 南加州 | 25 | 6  | 19.3 | .366 | .267 | .676 | 2.8 | 2.1 | .8  | .2  | 4.8 |

## 外部連結
- 布朗尼·詹姆斯在fiba.basketball（英语）
- 布朗尼·詹姆斯在NBA官網（英语）
- 布朗尼·詹姆斯在NBA G聯盟官網（英语）
- 布朗尼·詹姆斯在Basketball-Reference.com（NBA）（英语）
- 布朗尼·詹姆斯在Basketball-Reference.com（NBA G聯盟）（英语）
- 布朗尼·詹姆斯在Sports-Reference.com（NCAA）（英语）
- 布朗尼·詹姆斯在ESPN（NBA）（英语）
- 布朗尼·詹姆斯在Eurobasket.com（球員）（英语）
- 布朗尼·詹姆斯在Proballers（英语）
- 布朗尼·詹姆斯在RealGM（球員）（英语）